# El maalè rahamim
El maalè rahamim (in italiano: "O Dio pieno di Misericordia") è una poesia in ebraico del poeta Yehuda Amichai spesso utilizzata come canto di preghiera elevato in memoria delle persone morte di morte violenta. È utilizzato spesso nelle celebrazioni in memoria della Shoah.
Degna di nota è la versione musicale composta nel 2001 dal compositore polacco Krzysztof Knittel. Una versione della preghiera intonata da Shalom Katz è contenuta nella colonna sonora del film Il giardino dei Finzi-Contini.